# Association sportive Thio Sport
Maillots
L’Association Sportive Thio Sport, plus couramment abrégée en AS Thio Sport, est un club néo-calédonien de football basé dans la commune de Thio, dans la province Sud.
Il joue ses matchs à domicile au Stade Édouard Pentecost.

## Palmarès
| Compétitions nationales                                                     |
| --------------------------------------------------------------------------- |
| - Coupe de Nouvelle-Calédonie (1) : - Vainqueur : 1993. - Finaliste : 1966. |